# Statuia lui Andrei Mureșanu din Bistrița
Statuia lui Andrei Mureșanu din Bistrița este un monument istoric aflat în Piața Centrală a municipiului Bistrița.
Statuia lui Andrei Mureșanu, realizată în anul 1937 de sculptorul Corneliu Medrea este integrată pe stema municipiului.

Basorelieful de pe soclul statuii lui Andrei Mureșanu din Bistrița

Temelia piedestalului a fost pusă la 15 septembrie 1935, inaugurarea statuii având loc la 27 noiembrie 1938. După Dictatul de la Viena, din 1940, Statuia a fost transportată și instalată la Sibiu. După revenirea Transilvaniei de Nord la România, statuia a fost dusă din nou la Bistrița și a fost așezată pe soclul pe care ungurii îl pregătiseră pentru o statuie a lui Miklós Horthy.